# Smeringopina beninensis
Smeringopina beninensis là một loài nhện trong họ Pholcidae. Loài này được phát hiện ở Bénin và là loài điển hình của chi Smeringopina.